# Гумбет (историческая область)
Гумбет — историко-географическая область гумбетовцев в Предгорном Дагестане, на левобережье р. Андийское Койсу. Ограничен с севера Андийским хребтом. Центр — с. Мехельта. Областью правили обладатели княжеского титула Турловы. Гумбет состоял из 18 сел. «Гумбетовские аварцы — это бывшие андийцы».

## География
Область расположена в центральной части Дагестана и граничит: с Чечнёй, Кайтагом, Анди, Хунзахом. в Андийское Койсу, то есть исторический Гумбет, в состав которого входила лишь левобережная часть нынешнего Гумбетовского района РД.

## Этимология
Название области с кумыкского переводится как «Гумбет» — «солнечная сторона».

## Аулы
В область входили следующие аулы: 
- Аргвани,
- Верхнее Инхо,
- Верхний Арадирих,
- Гадари,
- Данух,
- Игали,
- Ингиши,
- Ичичали,
- Килятль,
- Кунзах,
- Нанибика,
- Нарыш,
- Нижнее Инхо,
- Нижний Арадирих,
- Новое Аргвани,
- Средний Арадирих,
- Старый Сивух,
- Тантари,
- Тлярата,
- Цанатль,
- Цилитль,
- Цияб-Цилитли,
- Цунди,
- Чирката,
- Читль,
- Шабдух.

## История
В XIV веке жители принимают Ислам.
И . А . Гильденштедт в своем труде 1770 года сообщает, что Гумбет был владением аксаевских князей.